# Responsywność
Responsywność (od (ang.) response – odpowiedź) – jeden z wyznaczników atrakcyjności interpersonalnej. Osoba jest responsywna w kontakcie z drugą osobą, jeżeli jej zachowanie i wypowiadane słowa stanowią odpowiedź na działania partnera. Osoby responsywne są na ogół bardziej lubiane. Przeciwieństwem responsywności jest indyferentność.